# 선더볼트 로스
선더볼트 로스(Thunderbolt Ross)는 마블 코믹스가 발행하는 만화책의 빌런이자 안티히어로이다. 2009년, IGN이 발표한 위대한 빌런에서 71위를 차지했다.

## 담당 배우

### 영화
- 헐크(2003) - 샘 엘리엇
- 인크레더블 헐크(2008) - 윌리엄 허트
  - 캡틴 아메리카: 시빌 워(2016) - 윌리엄 허트
  - 어벤져스: 인피니티 워(2018) - 윌리엄 허트
  - 어벤져스: 엔드게임(2019) - 윌리엄 허트
  - 블랙 위도우(2021) - 윌리엄 허트
  - 캡틴 아메리카: 브레이브 뉴 월드(2024) - 해리슨 포드

## 담당 성우

### TV 애니메이션
- 마블 슈퍼 히어로즈(1966) - 폴 클리그먼
- 인크레더블 헐크(1982) - 로버트 리질리
- 인크레더블 헐크(1996) - 존 버넌
- 아이언맨: 아머드 어드벤처(2009) - 에릭 바우자
- 어벤저스: 지구 최강의 영웅들(2010) - 키스 퍼거슨, 프레드 태터쇼어(레드 헐크)
- 얼티밋 스파이더맨(2012) - 클랜시 브라운
  - 헐크와 스매쉬 요원들(2013) - 클랜시 브라운
  - 어벤져스 어셈블(2012) - 클랜시 브라운

### 비디오 게임
- 헐크: 얼티밋 디스트럭션(2005) - 데이브 토머스
- 인크레더블 헐크(2008) - 윌리엄 허트
- 마블 얼티밋 얼라이언스 2(2009) - 릭 D. 와서먼
- 마블 슈퍼 히어로 스쿼드 온라인(2011) - 톰 케니
- 레고 마블 슈퍼 히어로즈(2013) - 존 디마지오, 프레드 태터쇼어(레드 헐크)